# Linia kolejowa Riazań – Kustariowka
Linia kolejowa Riazań – Kustariowka – linia kolejowa w Rosji łącząca stację Riazań I ze stacją Kustariowka. Jest to fragment linii Moskwa – Riazań – Samara oraz jeden z wariantów przebiegu Kolei Transsyberyjskiej. 
Linia zarządzana jest przez region moskiewsko-riazański Kolei Moskiewskiej, wchodzącej w skład Kolei Rosyjskich. 
Linia położona jest w obwodzie riazańskim. Na całej długości jest zelektryfikowana i dwutorowa.

## Historia
Linia została otwarta w 1893. Początkowo leżała w Imperium Rosyjskim, następnie w Związku Sowieckim. Od 1991 położona jest w Rosji.